# Alysidiella parasitica
Alysidiella parasitica är en svampart som beskrevs av Crous 2006. Alysidiella parasitica ingår i släktet Alysidiella, divisionen sporsäcksvampar och riket svampar.   Inga underarter finns listade i Catalogue of Life.